# Oksana Zbrozhek
Oksana Zbrozhek (née le 12 janvier 1978) est une athlète russe, spécialiste des courses de demi-fond.

## Biographie
En 2007, Oksana Zbrozhek remporte la médaille d'or du 800 mètres lors des Championnats d'Europe en salle de Birmingham, en devançant dans le temps de 1 min 59 s 23 l'Ukrainienne Tetyana Petlyuk et la Slovène Jolanda Čeplak. Elle se classe deuxième de l'édition suivante, à Turin, derrière sa compatriote Mariya Savinova.

## Palmarès
| Date | Compétition                    | Lieu       | Résultat | Épreuve |
| ---- | ------------------------------ | ---------- | -------- | ------- |
| 2007 | Championnats d'Europe en salle | Birmingham | 1re      | 800 m   |
| 2009 | Championnats d'Europe en salle | Turin      | 2e       | 800 m   |
| 2010 | Championnats d'Europe          | Barcelone  | 7e       | 1 500 m |

## Records
| Épreuve | Épreuve   | Performance   | Lieu   | Date            |
| ------- | --------- | ------------- | ------ | --------------- |
| 800 m   | Plein air | 1 min 58 s 06 | Tula   | 31 juillet 2004 |
| 800 m   | Salle     | 1 min 59 s 11 | Moscou | 25 janvier 2007 |